# ویکسن (کمیک)
ویکسن (به انگلیسی: Vixen) یک شخصیت خیالی ابرقهرمان در کتاب‌های کامیک آمریکایی منتشر شده توسط دی‌سی کامیکس است. این شخصیت توسط جری کانوی و باب اوکسنر خلق شده‌است و برای نخستین بار در شمارهٔ ۵۲۱ از مجموعه کمیک‌های اکشن (ژوئیه ۱۹۸۱) حضور پیدا کرد.

## حضور در فیلم‌ها
- در انیمیشن سریالی ویکسن، مگالین اچیکاوکی صداپیشه شخصیت نقش ویکسن بود.
- در اپیزود "Taken" سریال پیکان، مگالین اچیکاوکی ایفاگر نقش ویکسن/ماری مک کیب بود.
- در انیمیشن لیگ عدالت نامحدود، جینا تورس صداپیشه شخصیت این نقش بود.
- در انیمیشن بتمن: شجاع و جسور، کری سامر صداپیشه شخصیت این نقش بود.
- در فصل دوم مجموعه تلویزیونی افسانه‌های فردا، میسی ریچاردسون-سلرز نقش آمایا جیوی مک کیب، جد ماری مک کیب را ایفا کرد.